# 韋特莫爾鎮區 (堪薩斯州尼馬哈縣)
韋特莫爾鎮區（英語：Wetmore Township）為美國堪薩斯州尼馬哈縣轄下的鎮區。2010年美国人口普查中此鎮區人口有508人。

## 地理
韋特莫爾鎮區涵蓋總面積為93.3平方（36.02平方英里），其中陸地面積為92.9平方（35.87平方英里），水域面積為0.39平方（0.15平方英里）或0.42%。海拔高度368（1,207英尺）。

## 人口統計
根據2010年美國人口普查，韋特莫爾鎮區人口有508人，其中男性有260人，女性有248人，人口密度為每平方公里5.45人，住房計209戶。鎮區內的白人有487人，非裔美國人有1人，美洲原住民有2人，亞裔美國人有8人，太平洋島裔美國人有0人，其他種族有4人，混血種族則有6人。此外鎮區內有13人為西班牙裔或拉丁裔美國人。此鎮區之年齡中位數為34.2歲，而男性年齡中位數為34.8歲，女性年齡中位數為33.7歲。

## 交通

### 主要公路
- 9號堪薩斯州州道